# Abstraktes Geschäft
Abstrakte Geschäfte sind im deutschen Schuld- beziehungsweise Sachenrecht Rechtsgeschäfte, aus denen selbst sich ihr Rechtsgrund nicht ergibt. Der Rechtsgrund liegt vielmehr außerhalb des Geschäfts. Den Gegensatz dazu bildet das sogenannte Kausalgeschäft.
Schulfall ist die Übereignung einer beweglichen Sache nach § 929 BGB. Rechtsgrund ist nicht der Sachaustausch an sich, sondern ein zugrunde liegendes, entweder vertragliches oder gesetzliches Schuldverhältnis, beispielsweise Kauf oder Schenkung. Das der bloßen Erfüllung des Grundgeschäfts dienende Übereignungs- oder auch Erfüllungsgeschäft, bleibt außen vor (sogenanntes Abstraktionsprinzip im deutschen Zivilrecht). 
Soweit abstrakte Geschäfte also vom Rechtsgrund der Zuwendung losgelöst sind, so kommen sie sowohl als Verfügungs- wie Verpflichtungsgeschäft vor:
Verfügungsgeschäfte sind abstrakt, weil sie keinen Rechtsgrund schaffen. Sie begründen auch keinen Anspruch. Mängel des Grundgeschäfts führen regelmäßig nicht zur Unwirksamkeit des Verfügungsgeschäfts. Der Rechtsgrund für das Behaltendürfen ist für das Verfügungsgeschäft unerheblich, begründet wird nur ein Bereicherungsanspruch. Neben der sachenrechtlichen Übereignung kommen im Schuldrecht die Abtretung und die Aufrechnung in Betracht.
Einzelne Verpflichtungsgeschäfte hat das Gesetz als abstrakte Verpflichtungsgeschäfte ausgestaltet. Das sind Schuldverträge oder Zweckabreden, die ihrerseits noch eines Rechtsgrundes bedürfen. Dazu gehören das Schuldversprechen nach § 780 BGB und das Schuldanerkenntnis nach § 781 BGB, die Schuldverschreibung auf den Inhaber nach § 793 BGB und Verpflichtungen aus einem Wechsel oder Scheck (nach Wechsel- und Scheckgesetz). Im Gegensatz zu den Verpflichtungsgeschäften im Übrigen, wird in diesen Fällen gemäß § 364 Absatz 2 BGB eine weitere Verbindlichkeit begründet; dies unabhängig davon, ob der Schuldner zur Eingehung der Verbindlichkeit verpflichtet war. Insofern kann von abstrakten Verpflichtungen gesprochen werden.
Ein abstraktes Geschäft, dem die causa letztlich fehlt, kann nach bereicherungsrechtlichen Grundsätzen rückabgewickelt werden, da keine erfüllte Verpflichtung den Rechtsgrund für das Behaltendürfen beim Erwerber oder Abnehmer des Erwerbers bildet.